# Proablepharus naranjicaudus
Proablepharus naranjicaudus là một loài thằn lằn trong họ Scincidae. Loài này được Greer, Fisher & Horner mô tả khoa học đầu tiên năm 2004.